# Malaxis rosei
Malaxis rosei är en orkidéart som beskrevs av Oakes Ames. Malaxis rosei ingår i släktet knottblomstersläktet, och familjen orkidéer. Inga underarter finns listade i Catalogue of Life.